# Bəcirəvan (Cəlilabad)
Bəcirəvan è un comune dell'Azerbaigian situato nel distretto di Cəlilabad. Conta una popolazione di 2 322 abitanti.